# Mado
Mado ist ein französischer Film von 1976 nach einer Novelle von Gilberte Chatton, der von Claude Sautet realisiert wurde.

## Handlung
Simon, ein Finanzier von Bauspekulanten und liberaler Großbürger in den Fünfzigern, sieht sich schweren beruflichen Problemen gegenüber. Sein Kompagnon Julien tötet sich und hinterlässt ein Finanzloch von sechs Millionen Francs, sodass Simon am Rande des Bankrotts steht. Auch sein Gefühlsleben in einer sentimentalen Verbindung mit der Gelegenheitsprostituierten Mado gibt Zeugnis von der sich zuspitzenden Lage.

## Hintergründe
Die Auswirkungen der ersten schweren Wirtschaftskrise der Nachkriegszeit im Frankreich der Ära Giscard d’Estaings bilden die Grundstimmung dieses Films. Der Name der Figur des Spekulanten, der skrupellos aus dieser Krise seinen persönlichen Vorteil zieht, lautet Lépidon und ist nicht zufällig gewählt. Für Sautet haben die Namen seiner Filmfiguren die Funktion, ihren Charakter in verdichteter Form zu benennen. Hier ist der Spekulant der mit Schuppen (siehe Lepidologie) ausgestattete Hai. Sautets Streben, stets den richtigen Namen für seine Helden zu finden, kennzeichnet seinen Versuch, mit den Mitteln seines Metiers die Gesellschaft ähnlich wie Karl Marx als Ganzes zu beschreiben.

## Kritiken
Der Film Mado ist nach Meinung von Dominik Graf die allerbeste Arbeit Sautets, der für ihn wie einer der letzten großen lebensklugen Erfolgsregisseure des französischen Kinos wirkt.
Zitat aus Lexikon des internationalen Films: In gewandter und zugleich spannender Inszenierung schildert Claude Sautet die Krise des Mannes und deutet Kritik an der Lebensauffassung seiner Generation an.

## Auszeichnungen
1976 gewann der Film einen César für den Besten Ton und wurde in den Kategorien Bestes Szenenbild sowie Bester Nebendarsteller nominiert.